# Hugues Loubenx de Verdalle
Fra Hugues Loubenx de Verdalle fou Gran Mestre entre 1581 i 1595. És conegut per haver construït uns jardins i un palau que avui es coneix com el Verdala Palace en el seu honor. Està enterrat a la cripta de la cocatedral de Sant Joan de La Valletta.